# Hummel (САУ)
Sd.Kfz. 165 «Hummel» — німецька важка 150-мм штурмова гармата часів Другої світової війни. Sd.Kfz. 165 була розроблена фахівцями фірми Alkett у 1943 на шасі спеціальної гусеничної машини GW III / IV. Ця машина була останньою важкою САУ, розробленою фірмою «Alkett». Всього з 1943 по 1945 рік було вироблено близько семисот САУ «Гуммель» (Hummel)(Росіяни читають "Хуммель" бо в них немає звуку "г"). Ця 150-мм самохідка була потужною та ефективною зброєю. САУ була здатна уражати будь-які цілі, тому попит на неї був дуже високий. Але промисловість не могла задовольнити в повному обсязі усі потреби армії.